# Estela Bartoli
Estela Bartoli (Diamante, Entre Ríos, 1937) es una artista plástica y docente argentina.

## Biografía
Cursa las Escuelas de Artes Visuales Manuel Belgrano y Prilidiano Pueyrredón. Egresa con el título de profesora de artes en la especialidad de grabado. Durante dos años concurre a cursos de Historia del Arte dictados por el profesor Iturburu. Asiste a cursos de pintura en los talleres de Celia Botto Peyrú, Nelly Alvarez y en Buenos Aires continúa sus estudios de pintura con los maestros Pérez Celiz y Jorge Ludueña, y en dibujo con Roberto Páez y Guillermo Roux. Al completar sus estudios, la docencia ocupa un lugar muy importante en su actividad, enseñando a nivel primario, secundario y terciario. A partir de 1989 dirige su propio taller enseñando a muchos adolescentes y adultos. Participa en encuentros de arte en Jujuy, Merlo y San Martín de los Andes. Estela Bartoli está casada, tuvo una hija y vivió en Tierra del Fuego. Fue jurado en varios concursos de artes visuales en Argentina.

## Exposiciones
Desde 1974 participa en salones a nivel privado, municipal, provincial, nacional e internacional. En 1975 presenta su primera muestra individual en Galería Alvini de Buenos Aires, abriendo así una prolongada serie de más de 100 muestras en Argentina (Mendoza, Entre Ríos, Córdoba, Pinamar, San Miguel de Tucumán) y en el exterior (Brasilia, Curitiba, Río de Janeiro, Punta del Este, Ciudad de México, Jijona, Miami, Washington, Grenoble y Freiburg). Posee más de 100 premios en las disciplinas de dibujo y pintura. En Arte Tango 2013, Estela Bartoli obtuvo una mención especial por su obra Misterio.

“Hace casi diez años que estoy trabajando con temas de tango. ¿Cómo llego a esto?, por la danza moderna siempre me gustó y me apasionaba ver a María Fux y a Iris Scaccieri como expresaban con el cuerpo en total libertad, distintos estados anímicos. Entonces trabajé muchos años sobre la figura humana y la dinámica del movimiento y a partir de allí comenzó mi interés por el tango. El encuentro de los cuerpos, la pasión y esa dosis de erotismo son ingredientes que me atraen plásticamente. También el bandoneón por sus ilimitadas posibilidades en cuanto a la forma y a su constante transmutación. Por todo esto y porque siento profundamente a nuestra música ciudadana, creo que la musa me seguirá inspirando mucho tiempo más. Me documento tomando fotografías en la plaza Dorrego y en este momento expongo en la galería del Abasto Plaza Hotel, en el barrio tanguero por antonomasia.”
Estela Bartoli

## Obra
Sus obras mezclan la técnica de pintura y el grabado, usualmente utilizando telas, paños o redes que se complementan junto a la pintura. Sus obras se encuentran en pinacotecas de Argentina, Brasil, Uruguay, Colombia, Francia, España, Siria, Alemania, Italia, Australia, Arabia Saudita, EE. UU. y Sudáfrica. También muchas de sus obras se encuentran en diferentes institutos de enseñanza como escuelas, ministerios y diversas colecciones privadas. Algunos de estos ejemplos son obras ubicadas en las escuelas normales de Concepción del Uruguay (Entre Ríos), Avellaneda, en el Instituto Nacional de Lenguas Vivas, la Municipalidad de la Ciudad de Buenos Aires, la Universidad de Ciencias Sociales, Ministerios de Marina y Ejército de Brasilia, Hotel Abasto Palace, Universidad de la Empresa y Banco de la Nación Argentina.